# Carlos Alcolea
Carlos García Alcolea (La Coruña, 1949-Madrid, 20 de septiembre de 1992) fue un pintor español. 

## Biografía
Vivió parte de su juventud en Cádiz. Posteriormente, se trasladó a Madrid en 1967 para comenzar los estudios de Derecho, hasta que decidió dedicarse a la pintura, y al año siguiente viajó a París y Gran Bretaña, donde descubre la obra de Ronald Kitaj y David Hockney. Después conocería a Luis Gordillo, quien lo influyó.
Su primera exposición individual fue en 1971, en la Galería Amadís. Perteneció en los años 1970 a los esquizos de Madrid, grupo de artistas que trabajó en pintura figurativa. Tuvo exposiciones con regularidad en la Galería Buades. Su última exposición fue en 1981 en Sevilla, en la galería Juana de Aizpuru. Falleció a consecuencia de una cirrosis hepática en 1992, y ese mismo año obtuvo a título póstumo el Premio Nacional de Artes Plásticas. En 1998 le fue dedicada una exposición por parte del Museo Nacional Centro de Arte Reina Sofía, que reunió más de 30 lienzos, además de varios dibujos y cartulinas, fotografías y documentación, así como su libro Aprendiendo a nadar.